# غيلبرت غوتليب
غيلبرت غوتليب (بالإنجليزية: Gilbert Gottlieb)‏ عالم نفس]|أمريكي، ولد في 22 أكتوبر 1929 في نيويورك ، وتوفي في 13 يوليو 2006 في كارولاينا الشمالية في الولايات المتحدة.